# گیلا کراسینگ (آریزونا)
گیلا کراسینگ (به انگلیسی: Gila Crossing) یک منطقهٔ مسکونی در ایالات متحده آمریکا است که در شهرستان مریکوپا، آریزونا واقع شده‌است. گیلا کراسینگ ۲٫۲۵ کیلومتر مربع مساحت و ۱٬۹۲۲ نفر جمعیت دارد.